# 耶廷根 (上莱茵省)
耶廷根（法語：Jettingen，发音：[jɛtiŋən]）是法国上莱茵省的一个市镇，属于阿尔特基什区（Altkirch）阿尔特基什县（Altkirch）。该市镇总面积6.3平方公里，2009年时的人口为506人。

## 人口
耶廷根人口变化图示